# Obžalovaný

Obžalovaný

Obžalovaný je osoba, o jejímž trestném činu probíhá trestní řízení před soudem (nejprve u soudu prvního stupně hlavní líčení, později případně řízení o odvolání, dovolání nebo návrhu na obnovu řízení).
České trestní právo používá pro označení této osoby další termíny, které však nejsou synonymické (§ 12 odst. 7 až 9 a § 32 tr. ř.):
1. Obviněným se předpokládaný pachatel trestného činu (do té doby podezřelý) stává doručením usnesení o zahájení trestního stíhání a zůstává jím po celou dobu trestního řízení.
2. Dnem, kdy soud nařídí hlavní líčení, se obviněný stává obžalovaným.
3. Po právní moci odsuzujícího rozsudku se z obžalovaného stává odsouzený.

Laické veřejnosti (včetně novinářů) činí značné potíže odlišovat obžalovaného a žalovaného, resp. obžalobu a žalobu, a zvlášť poslední dobou se stává běžným jevem označovat státního zástupce chybně jako žalobce.